# 24 (Jem)
24  è una canzone della cantautrice britannica Jem, pubblicata solo come singolo promozionale. 
Questa canzone è stata utilizzata nel 2006 per la promozione del film Ultraviolet.
Si trova anche nella scena finale del film Center stage - Turn It Up.

## Tracce
1. 24 (Radio Remix)
2. 24 (Album Version)